# Overboard!
Overboard!, in den USA als Shipwreckers! veröffentlicht, ist ein 1997 von Psygnosis hergestelltes Computerspiel für einen bis fünf Spieler für die Sony PlayStation oder Windows.

## Spielprinzip
Der Spieler übernimmt die Kontrolle über ein Piratenschiff, mit dem er, zusammen mit seiner Crew, bestehend aus drei Seemännern und einem Papagei, sowie einem umfangreichen Waffenarsenal, auszieht, um dem mächtigen Piratenkapitän „Blowfleet“ seiner Schätze zu berauben. Die Darstellung des Spiels ist comicartig, humoristisch und unblutig.

### Aufbau der Levels und Spielablauf
Der Spieler startet seine Beutezüge in seinem Heimathafen und kämpft sich im Laufe des Spiels durch eine Gegnerschar, welche sich zum Beispiel aus anderen Piratenschiffen, kanonenbewährten Türmen oder Seeungeheuern zusammensetzt. Auf seinem Weg durch die verschiedenen Levels sammelt der Spieler Schätze auf und entdeckt dabei immer wieder feindliche, mit Totenkopfflaggen gekennzeichnete Häfen, die er erobern und fortan als Startpunkte verwenden kann.

### Waffen
In Overboard! finden sich zum Teil originelle Waffengattungen:
- Kanone – Eine einschüssige Bugkanone.
- Breitseite – Jeweils vier Kanonen zu beiden Seiten des Schiffs. Höhere Feuerkraft auf Kosten des höheren Munitionsverbrauchs.
- Raketen – Als Waffe gegen fliegende Gegner gedacht.
- Minen – Gut geeignet um ein gewisses Gebiet, zum Beispiel eine enge Passage, für längere Zeit unpassierbar zu machen. Die Minen treiben eine Zeitlang im Wasser und explodieren nach mehreren Sekunden bei nicht erfolgtem Feindkontakt von selbst.
- Wasserbomben – Waffe gegen feindliche U-Boote.
- Öl – Ermöglicht das Hinterlassen eines brennenden Ölteppichs. Von kürzerer Lebensdauer als Minen, jedoch effektiver in der Feindbekämpfung.
- Blitze – Vom Mast verschossene Stromstöße, die ihr Ziel ohne zuvor erfolgtes anvisieren finden.
- Flammenwerfer – Sehr effektiv im Kampf, jedoch begrenzte Reichweite.

### Spezielle Aktionen
Durch die Verfügbarkeit an verschiedenen Waffensystemen finden sich in Overboard auch taktische Elemente. Verschiedene Gegner müssen mit unterschiedlichen Waffen bekämpft werden, was oft geschickte Manöver von Seiten des Spielers erfordert. Wie bereits erwähnt stellt vor allem der Flammenwerfer eine große Gefahr im Spiel dar. So muss der Spieler aufpassen, nicht selbst Feuer zu fangen. Passiert dies, beginnt die Crew solange von Bord zu springen, bis der Lebensbalken leer ist. In diesem Fall muss der Spieler versuchen die im Wasser treibenden Crewmitglieder wieder aufzusammeln, den Brand irgendwie zu löschen oder Kisten mit Arzneimitteln zu finden.

### Multiplayer
Im Multiplayer-Modus konzentriert sich Overboard! auf den Kampf zwischen menschlichen Spielern. Es gewinnt, wessen Schiff am längsten überlebt.